# The Moment After 2
The Moment After 2: The Awakening (Brasil:  O Arrebatamento 2 / Portugal: Um Segundo Depois 2) é um filme de 2006 do gênero drama, ficção científica e suspense da indústria cinematográfica cristã dirigido por Wes Llewellyn com roteiro de Amanda Llewellyn e estrelado por. David A. R. White, Kevin Downes e Brad Heller.

## Sinopse
Nos dias conturbados que se seguem após o juízo final, Adam Riley(David A. R. White), um ex agente do FBI acusado injustamente de assassinato, foge do controle  opressor do novo governo mundial conhecido como 'Aliança Global' para juntar-se a um pequeno grupo cristão e Jacob Krause(Brad Heller), seu líder espiritual. Charles Baker(Kevin Downes) ex-parceiro de Adam Riley no FBI, é chantageado pelo comandante da aliança global para caçar Adam e descobrir a localização do grupo. Enquanto isso, uma milícia separatista tem seus próprios planos violentos. Todos estes intensos conflitos se cruzam em um confronto final de  consequências inesperadas, pois nada é o que parece ser.

## Elenco
- David A. R. White ....Adam Riley
- Kevin Downes ....Charles Baker
- Brad Heller ....Jacob Krause
- John Gilbert ....Peter Mccullum
- Monte Perlin ....Coronel Fredericks
- Lonnie Colon ...."Capitão" Jackson
- Asad Farr ....Global Chairman
- Logan White ....Carissa
- Don Parker Decker ....Presidente dos Estados Unidos
- Bree Pavey ....Audrey Thomas